# 롱샹 순례자 성당

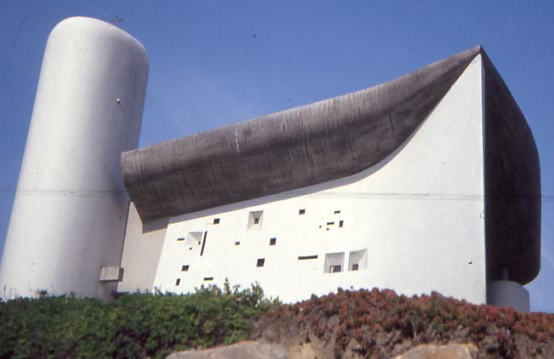

롱샹 순례자 성당(프랑스어: Notre-Dame du Haut, Ronchamp)은 프랑스 보주주에 있는 건축물이다. 근대 건축의 아버지로 불리는 르 코르뷔지에의 후기 작품들 중 하나이다.
현재 성당이 있던 자리에는 4세기에 건립된 다른 성당이 있었으나, 제2차 세계대전 중 파괴되었다. 이에 르 꼬르뷔지에에게 건축디자인을 의뢰하여, 1950년부터 1954년에 걸쳐 완공되었다. 르 코르뷔지에는 1938년 경부터 작품에 변화가 나타났는데, 대부분 곡선과 곡면으로만 이루어진 이 성당은 그 작품의 변화를 여실히 보여주는 작품이다. 이에 많은 건축가들에게 충격을 주었다.